# Сантьяго-Родригес
Сантьяго-Родригес (исп. Santiago Rodríguez) — провинция Доминиканской Республики. Была отделена от провинции Монте-Кристи в 1948 году.

## Муниципалитеты и муниципальные районы
Провинция разделена на три муниципалитета (municipio):
- Вилья-Лос-Альмасигос
- Монсьон
- Сан-Игнасио-де-Сабанета

Население по муниципалитетам на 2012 год (сортируемая таблица):
| № | Название                    | Общее население | Городское население | Сельское население |
| - | --------------------------- | --------------- | ------------------- | ------------------ |
| 1 | Вилья-Лос-Альмасигос        | 26 613          | 14 655              | 10 958             |
| 2 | Монсьон                     | 39 875          | 19 856              | 20 019             |
| 3 | Сан-Игнасио-де-Сабанета     | 98 453          | 55 757              | 42 696             |
|   | Провинция Сантьяго-Родригес | 164 941         | 90 268              | 74 673             |